# Willy Brauer
Willy Brauer (født 18. september 1916 i Odder, død 12. januar 2004) var en dansk fagforeningsmand og politiker.
Brauer var søn af skrædder Adrian Brauer og hustru Ane Kathrine, født Rasmussen. Han voksede op i Rosengade 65, sidehuset.
Han var uddannet typograf og var 1945-1962 formand for Dansk Typograf-Forbund i København. 
Fra 1950 til 1962 var han medlem af Københavns Borgerrepræsentation, først som repræsentant for Danmarks Kommunistiske Parti, senere for Socialistisk Folkeparti, som han var medstifter af i 1958. Da Venstresocialisterne blev dannet af en fraktion i SF 1967 fulgte han med over i det nye parti, hvor han dog ikke blev længe grundet de kaotiske forhold.
Han var fra 1962 til 1970 'sporvognsborgmester' – borgmester for Magistratens 5. afdeling, der omfattede det tekniske og trafikale område og Københavns Sporveje. Det var i høj grad Brauer, der ønskede den nedlæggelse af sporvognsdriften og indførelse af busdrift i hovedstaden, der blev til virkelighed i slutningen af 1960'erne og afsluttet med linje 5s sidste kørsel 22. april 1972.
Han trak sig tilbage fra det politiske liv 1970, og blev i stedet direktør for Amagerforbrænding, og fra 1973 tillige for Kommunekemi i Nyborg. Her var han direktør til sin pensionering i 1985.
Willy Brauer var far til politikeren Kurt Brauer.